# Liban Abdi
Liban Abdi (somali: Liibaan Cabdi, árabe: لبان عبدي; nascido em 5 de outubro de 1988) é um jogador de futebol somali que joga como ala de esquerda do clube saudita Al-Ettifaq. Anteriormente, jogou pelo Sheffield United, na Inglaterra, pelo Ferencváros, na Hungria, pelo Olhanense, em Portugal, e pelo FK Haugesund, do país onde cresceu, a Noruega.
Nascido na Somália, Abdi cresceu na Noruega e possui cidadania norueguesa. Ele é elegível para jogar pela seleção nacional da Somália e pela seleção da Noruega.

## Vida pregressa
Abdi nasceu em Burao, Somaliland, em 1988. Ele passou a maior parte de sua infância em Oslo, na Noruega, onde frequentou a escola primária e secundária. Ele morava em Stovner, um bairro oriental em Oslo.

## Carreira

### Clubes
Abdi mudou-se para a Inglaterra com sua família aos 14 anos de idade e, depois de um ano na Inglaterra, ingressou na academia de jovens do Sheffield United. Abdi foi o primeiro somali a receber um contrato de futebol profissional no Sheffield United depois de impressionar com a academia do clube. Após passagens por Newport Pagnell Town e Buckingham Town, ele foi levado pela United quando se mudou para Sheffield com a ajuda do programa Football Unites, Racism Divides.
Tendo assinado um contrato de dois anos no verão de 2008, Abdi foi emprestado ao clube irmão dos Blades, Ferencváros, para a temporada seguinte para ganhar experiência em equipe. Em seu retorno, e depois de não entrar no primeiro time em Bramall Lane, ele foi libertado pela Sheffield United em julho de 2010.
Em seguida, ingressou no Ferencváros de forma permanente, passando duas temporadas no clube, antes de se mudar para o clube português da Primeira Liga Olhanense no final de 2012.

### Seleção Nacional
Abdi é elegível para jogar tanto na Somalilândia como na Noruega, mas não representou nenhum deles, embora tenha declarado que quer jogar pela Noruega. Quando o seleccionador da Noruega, Egil "Drillo" Olsen, anunciou o seu plantel para o amistoso contra a Grécia, em Agosto de 2012, Drillo disse que nunca tinha visto Abdi em acção apesar do facto de estar a jogar em Portugal. Dois meses depois, Drillo afirmou que Abdi não era bom o suficiente para a equipe norueguesa, ao anunciar sua equipe para as eliminatórias da Copa do Mundo contra a Suíça e Chipre.